# Nový Zéland na Letních olympijských hrách 1992
Nový Zéland se účastnil Letní olympiády 1992 ve španělské Barceloně. Zastupovalo ho 134 sportovců (92 mužů a 42 žen) v 17 sportech.

## Medailisté
| Medaile | Jméno                                  | Sport      | Soutěž                              |
| ------- | -------------------------------------- | ---------- | ----------------------------------- |
| Zlato   | Barbara Kendallová                     | Jachting   | ženy Třída Lechner                  |
| Stříbro | Danyon Loader                          | Plavání    | muži 200 m motýlek                  |
| Stříbro | Viki Latta Andrew Nicholson Blyth Tait | Jezdectví  | jezdecká všestrannost – družstva    |
| Stříbro | Leslie Egnot Jan Shearer               | Jachting   | ženy Třída 470                      |
| Stříbro | Don Cowie Rod Davis                    | Jachting   | muži Třída Star                     |
| Bronz   | Lorraine Mollerová                     | Atletika   | Ženy maraton                        |
| Bronz   | David Tua                              | Box        | muži váha těžká do 91 kg            |
| Bronz   | Gary Anderson                          | Cyklistika | muži stíhací závod (jednotlivci)    |
| Bronz   | Blyth Tait                             | Jezdectví  | jezdecká všestrannost – jednotlivci |
| Bronz   | Craig Monk                             | Jachting   | muži Třída Finn                     |